# チャンバラ

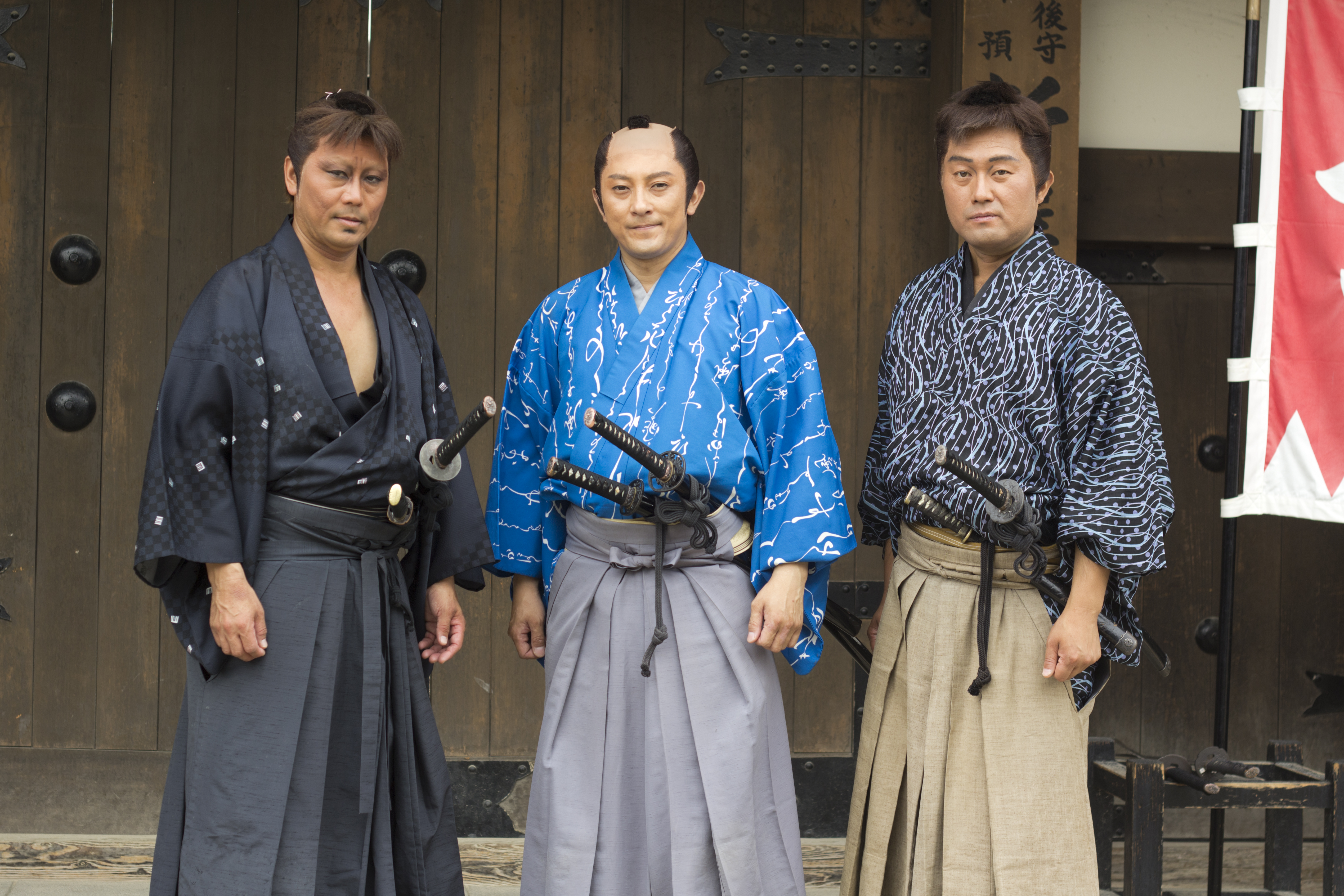
俳優、東映太秦映画村

チャンバラ、ちゃんばらは、刀で斬り合うこと、剣劇（けんげき）とも称される。
刀で斬り合う音、および様子を表す擬音に由来する副詞的語句ちゃんちゃんばらばらの略であり、剣戟シーンをクライマックスに置いた作劇をする日本の演劇・映画・テレビドラマ等を指す。この場合、ちゃんばら芝居、ちゃんばら映画、ちゃんばらものと呼称される。
本項では、1920年代以降、日本で隆盛となった演劇・映画における「剣劇」および、ちゃんばら映画（「剣戟映画」）の剣戟シーンを真似た児童の遊戯についてを特に詳述する。⇒#遊戯

## 概要
マキノ雅弘は、「チャンバラ」「大殺陣」の要素が大きく映画に加わったのは、「チャンバラ映画」の始祖であるマキノ省三がファンだったという、新国劇（大正6年結成）の沢田正二郎の影響があるのではないかとしている。「沢正」の激しい立ち回りは、マキノの一つの夢だったという。
また、「チャンバラ」という言い方は、稲垣浩によると「ファンの方から出た言葉」であり、撮影所では「チャンバラ」とは言っていなかった。語源としてはマキノ雅弘は剣戟場面によくつけた曲の擬音化であろうとしている。
「チャンバラ」は新国劇の迫真的な「たて」を源流とする。歌舞伎でいう「立回り」を、演劇・映画でいう「たて」と呼び、殺陣と表記することも、新国劇が開発したものである。新国劇では「殺陣」と書いて「さつじん」と読む。また殺陣師の室町大助は殺陣の「殺」という字が現代では忌む事もあるとし「演陣」と書いて「タテ」と読む事を提唱している。
「ちゃんばら」のもとの表現である「ちゃんちゃんばらばら」が、乱闘、喧嘩を意味し、その演劇・映画における展開においては、乱闘・喧嘩を見世物にするという意味の俗称であり、親しみやすいがやや蔑称寄りの呼称である。「ちゃんばら」に代わる語は「剣戟」であり、「ちゃんばら芝居」、「ちゃんばら映画」に代わる語はそれぞれ「剣劇」、「剣戟映画」である。
「ちゃんばら芝居」と呼ばれ愛された「剣劇」の新国劇は、『月形半平太』と『国定忠治』という人気演目を持ち、1920年代（大正末期 - 昭和初年）以降隆盛を極め、多く映画化もされた。
第二次世界大戦の終結後には、剣劇映画が連合国軍最高司令官総司令部により上映禁止とされた時期もあったが、解禁後は緒形拳らのスターを生みつつ1987年（昭和62年）に解散した。1930年頃には女性を主役とした「女剣劇」が登場し、初期には大江美智子、不二洋子、伏見澄子らが、戦後も中野弘子、浅香光代らが活躍しブームとなった。
「ちゃんばら映画」と呼ばれ愛された「剣戟映画」は、同じく1920年代以降、牧野省三監督の『実録忠臣蔵』や新国劇の映画化で、サイレント映画の時代に隆盛を極めた。トーキーの時代を迎えた1930年代後半を過ぎてから発足し、サイレント映画の剣戟映画を作り続けた極東映画、全勝キネマが量産した。第二次世界大戦終結後にGHQ下の初期にはチャンバラ映画が禁止されたが、後に東映京都撮影所が中心となって明るく華やかな「剣戟映画」を製作し、日本の興行界においてはハリウッドの西部劇と対を成した。
1950年代に量産されたプログラムピクチャーとしての「ちゃんばら映画」は、1960年（昭和35年）の映画産業の斜陽化に前後して、任侠映画にとって代わられた。同年、児童向けのテレビ映画『白馬童子』の放映が始まるが、これもやがて現代劇のSFヒーロー（変身もの、「ウルトラシリーズ」など）にとって代わられた。

## 遊戯

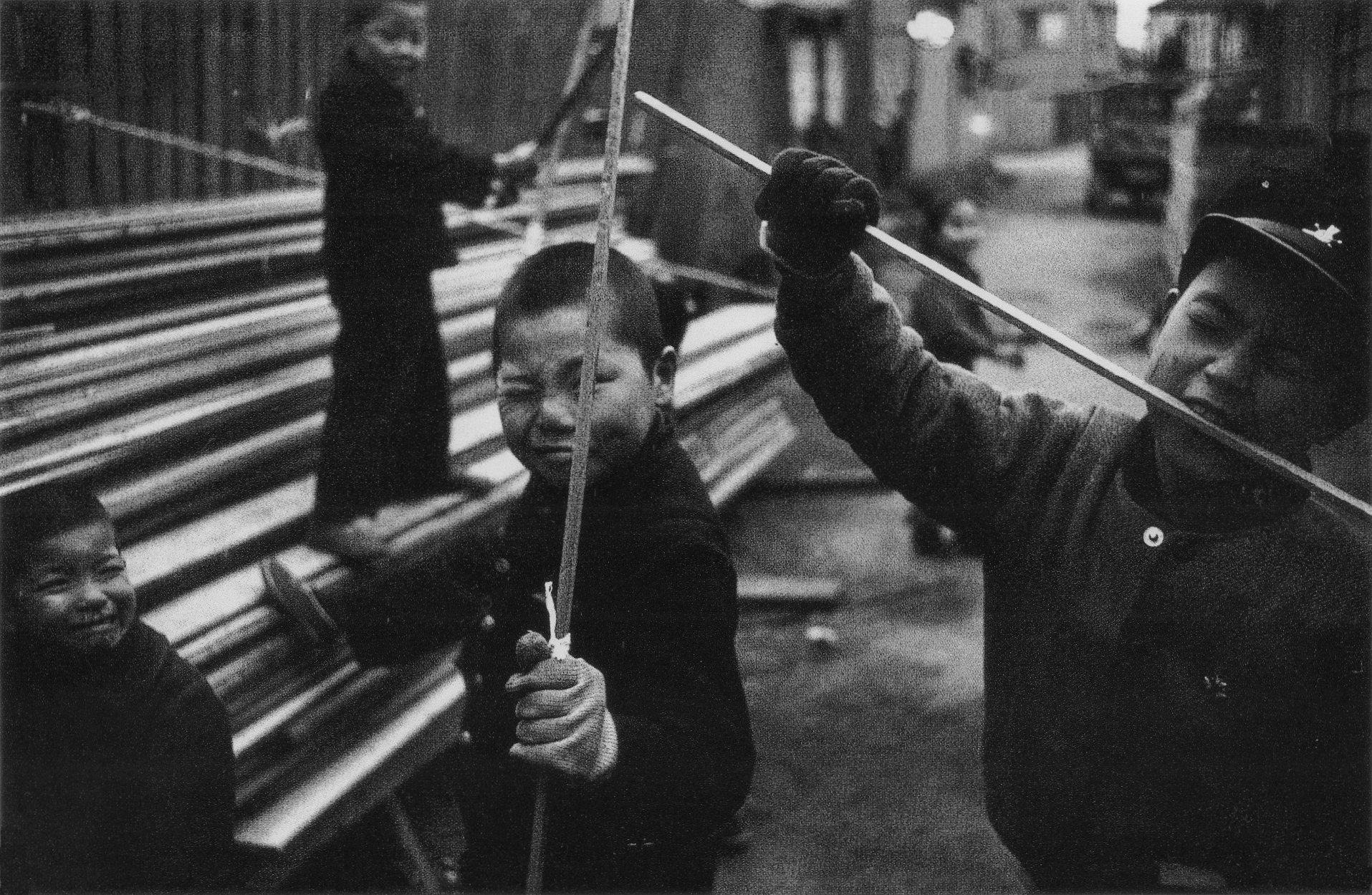
田沼武能撮影「深川木場の丹下左膳」（1956年）

「チャンバラ」という語は、時代劇映画などの剣戟シーンを真似て行う子供の遊びをも指すようになった。この遊びでは、多くの場合は、刀（日本刀）を模した木切れや木刀、新聞紙を丸めたものなどを手に持って、複数の子供で打ち合う。日本では古くは普遍的に見られた遊びで、当時の劇俳優等になりきる「ごっこ遊び」の延長でもあった。現在では時代劇の人気が衰え、乱暴な遊びがあまり好まれなくなったためにめったに見かけられないが、時代劇映画が流行した1960年代頃までは、男の子が最も熱狂する遊戯の1つであった。
その特徴は、人数さえ集まれば、これといった道具やややこしいルールがなくとも遊べる簡単さにあり、子供の遊び道具が豊富ではなかった時代にチャンバラがしきりと行われたのはここに理由があるといっていいだろう。今日普遍的に見られるテレビゲームなどは無かった時代の話ではあるが、子供達は高価な玩具を与えられる事は少なく、もっぱら身の回りの物を遊び道具としていた時代の話である。子供達は物が足りなくても空想や想像力で補っていた。
現在では、時代劇の子供への人気は決して高くは無いが、アニメの巨大ロボットや特撮ヒーロー、あるいはファンタジー文学作品やこれを題材とするコンピュータゲーム（コンピュータRPGなど）に、刀、またはそれに類する道具を使って戦うものも多い。振り回して他人を叩いても怪我をしないような、安全に遊べる玩具は枚挙に暇が無く、当人らにチャンバラをしているという意識があるかは別にしても、空気を入れて膨らますビニール製などの棒状の玩具を与えられた（ないし自分で購入した）児童が、他人を突っついたり互いに叩き合ったり剣戟を真似たりなどという遊びに興じる姿は、2000年代の現代でも見受けられるところである。

### 暗黙のルール
チャンバラには、ルールや規則といった程のものはなく、最も簡単な場合、それぞれが自分の好きな役に扮して「刀」で打ち合うというようなものであり、手の込んだものでも、せいぜい正義の味方役と悪人方に分かれる位のものであった。これらでは「切られたら死んだフリ」といったような単純なルールこそあったが、特に勝ち負けを競うという側面は存在していなかった。

### 道具
使用する道具は、まず第一に「刀」の代わりになる木切れで、器用な子は太い枝を肥後守（プレス加工で作られた安価なナイフ）で削って立派な「木刀（ただし剣道で使う実戦的な打撃を目的とする木剣では無く、刀のような形状をした薄い木片である）」を作ったりもした。鉛筆削りを別にすると、肥後守が子供の生活の中で最も活躍するのはチャンバラのための木刀作りであったかもしれない。勿論、立派な刀を持っている子供は、他の児童の羨望を集めた。
また母親が縫いものをするための竹の三尺ざし（→尺）で代用して叱られることも多かった。これとは別にチャンバラ遊びのためのおもちゃの刀は江戸時代後期頃から市販されていた。市販のおもちゃの刀が一般的になるのは塩化ビニル樹脂製のものが売られるようになってからだが、もうその頃には子供がチャンバラをして遊ぶことは少なくなってきてしまっていた。
新聞紙を丸めて、棒状にして叩き合う場合もある。この場合怪我の心配が少なく、壊れてもすぐに作り直せるので、小学校の行事などでよく使われる。
そのほかに必要となるものに刀を差すための腰紐などが挙げられるが、最も重要なのは風呂敷である。これは本来、時代劇ヒーローの中でも特に子供に人気があった鞍馬天狗に扮するために、嵐寛寿郎演ずる鞍馬天狗のトレードマークであった宗十郎頭巾（「鞍馬天狗の頭巾」とか、形状から「イカ頭巾」などと俗称された）を真似るために用いられたものであった。
風呂敷は後に、洋画・アメコミなどの影響によって、正義の味方のマントとしても用いられた。これには『黄金バット』や『スーパーマン』のイメージが強かったと思われるが、刀で打ち合う伝統的なチャンバラのスタイルは崩れなかったため、1970年代頃からのチャンバラ遊びでは、正義の味方は風呂敷のマントに木刀を腰に差すという和洋折衷スタイルも登場した。いずれにしろ、風呂敷は、チャンバラ遊びにおいて正義の味方の表象であることが多く、特別な意味を持っている。

## スポーツチャンバラ
近年、遊びとしてのチャンバラがスポーツの一種として復興し、スポーツチャンバラとして登場している。旧来のチャンバラが、演劇性のある一種の「なりきり遊び」であったのに対し、スポーツチャンバラではルールが存在し、また使用する道具も指定され、打撃によって怪我をしないよう配慮された物を使用する。
剣道は、重い防具や当たれば痛い竹刀を使うこと、打撃が一本であるかの判定に審判の主観的要素が存在すること、さらに武道として厳しい稽古を必要とすることなどから、国際的なスポーツに発展し難い部分があった。スポーツチャンバラの原点は、ごっこ遊びとしてのチャンバラと、護身術としての棒術の延長にあり、適度な長さの棒で相手を打ち据える（試合で使用する器具は中空の軟質素材であるため怪我の心配がなく、また顔には専用の軽量な防具をつける）というものである。
勝ち負けが存在し、またその一方で集団戦などの従来のチャンバラが持つ楽しさもあるため、年々その愛好者は増えている模様である。近年では使用する道具を改良、従来器具のクッション劣化による危険性の増加を防ぐため、ビニール製の風船構造を持つ器具が使用されている。